# Gaëtan Bong
Gaëtan Jozef Bong Songo (ur. 25 kwietnia 1988 w Sakbayeme) – kameruński piłkarz francuskiego pochodzenia, który występował na pozycji lewego obrońcy. W latach 2010–2019 reprezentant Kamerunu. Uczestnik Mistrzostw Świata 2010 oraz Pucharu Narodów Afryki 2019.
W swojej karierze występował m.in. w takich klubach jak: Brighton & Hove Albion, Nottingham Forest, Valenciennes FC czy FC Metz.

## Kariera klubowa
Bong rozpoczął swoją karierę w FC Metz. Następnie został wypożyczony na sezon 2008/2009 do klubu Tours FC. W dniu 29 lipca 2009 r. opuścił FC Metz, aby podpisać czteroletni kontrakt z Valenciennes FC. W 2013 roku przeszedł do Olympiakosu.
| Sezon   | Klub                   | Kraj    | Rozgrywki          | Mecze | Bramki | Puchary Krajowe                        | Mecze | Bramki | Rozgrywki Europy   | Mecze | Bramki |
| ------- | ---------------------- | ------- | ------------------ | ----- | ------ | -------------------------------------- | ----- | ------ | ------------------ | ----- | ------ |
| 2005/06 | FC Metz                | Francja | Ligue 1            | 3     | 0      | -                                      | -     | -      | -                  | -     | -      |
| 2006/07 | FC Metz                | Francja | Ligue 1            | 2     | 0      | -                                      | -     | -      | -                  | -     | -      |
| 2007/08 | FC Metz                | Francja | Ligue 1            | 11    | 0      | -                                      | -     | -      | -                  | -     | -      |
| 2008/09 | Tours FC (wyp.)        | Francja | Ligue 2            | 34    | 0      | -                                      | -     | -      | -                  | -     | -      |
| 2009/10 | Valenciennes FC        | Francja | Ligue 2            | 29    | 2      | Puchar Ligi Francuskiej                | 1     | 0      | -                  | -     | -      |
| 2010/11 | Valenciennes FC        | Francja | Ligue 2            | 22    | 1      | Puchar Francji Puchar Ligi Francuskiej | 1 1   | 0 1    | -                  | -     | -      |
| 2011/12 | Valenciennes FC        | Francja | Ligue 1            | 28    | 0      | Puchar Francji                         | 2     | 0      | -                  | -     | -      |
| 2012/13 | Valenciennes FC        | Francja | Ligue 1            | 29    | 0      | Puchar Francji                         | 1     | 0      | -                  | -     | -      |
| 2013/14 | Valenciennes FC        | Francja | Ligue 1            | 29    | 0      | -                                      | -     | -      | -                  | -     | -      |
| 2013/14 | Olympiakos SFP         | Grecja  | Superleague Ellada | 19    | 0      | Puchar Grecji                          | 5     | 1      | Liga Mistrzów UEFA | 4     | 0      |
| 2014/15 | Wigan Athletic         | Anglia  | Championship       | 14    | 0      | -                                      | -     | -      | -                  | -     | -      |
| 2015/16 | Brighton & Hove Albion | Anglia  | Championship       | 16    | 0      | Puchar Ligi Angielskiej                | 1     | 0      | -                  | -     | -      |
| 2016/17 | Brighton & Hove Albion | Anglia  | Championship       | 24    | 0      | -                                      | -     | -      | -                  | -     | -      |
| 2017/18 | Brighton & Hove Albion | Anglia  | Premier League     | 25    | 0      | Puchar Ligi Angielskiej Puchar Anglii  | 2 1   | 0 0    | -                  | -     | -      |
| 2018/19 | Brighton & Hove Albion | Anglia  | Premier League     | 22    | 0      | Puchar Anglii                          | 2     | 0      | -                  | -     | -      |

Stan na: 21 kwietnia 2019 r.